# Lasiopodomys mandarinus
Espèce
Statut de conservation UICN

 LC  : Préoccupation mineure
Lasiopodomys mandarinus est une espèce de rongeurs de la famille des Cricétidés vivant en Asie.

## Répartition et habitat
On le trouve en Russie, dans le Nord de la Mongolie, en Chine et dans la péninsule coréenne. Il vit dans les zones rocheuses de basse altitude ainsi que dans les steppes de montagne jusqu'à 3 000 m d'altitude. Il est très commun dans les buissons sur les rives des lacs et des cours d'eau.

## Comportement
Ils sont très sociables et vivent en grands groupes. Les individus vivent ensemble dans un terrier auquel ils restent très attaché. Il y a en moyenne 8,7 individus par terrier.